# Jérôme Becker
Pour les articles homonymes, voir Becker.
Jérôme Becker (né à Kalmthout le 23 août 1850 - mort à Anvers le 30 mars 1912) est un officier belge et un explorateur au Congo et en Afrique centrale. Il a participé à plusieurs expéditions au Congo pour le compte de l'Association internationale africaine (AIA), du Comité d'études du Haut-Congo (CEHC) et de l'État indépendant du Congo (EIC).

## Biographie
Jérôme Jacques Becker, né à Kalmthout le 23 août 1850, est le fils de Guillaume Becker, agent des douanes, et d'Anne-Marie Anthonissen. 
Il s'engage dans l'armée belge et est promu lieutenant au 5e régiment d'artillerie.
En juin 1880, il part pour sa première mission au Congo pour le compte de l'Association internationale africaine (AIA). Il est pour ce faire affecté administrativement à l'Institut cartographique militaire, procédure habituelle pour les officiers belges détachés au Congo. À l'époque des premières expéditions de l'Association Internationale Africaine en Afrique, la base de départ était Zanzibar, sur la côte orientale de l'Afrique. De juillet 1880 à février 1883, il parcourt l'Afrique centrale s'établissant notamment à Tabora et à Karema sur le lac Tanganyka, dans ce qui sera le territoire de la future Afrique orientale allemande. Il noue des relations cordiales avec deux puissants personnages de la région : Mirambo, potentat africain, et l'esclavagiste arabe Tippo Tip. Becker s'occupe d'établir des relations commerciales et autres avec les Arabes, à consolider l'influence des Européens pour faciliter le passage des caravanes. Côtoyant les esclavagistes arabes, il en vient à justifier leurs pratiques. Il retourne en mai 1885 en Belgique via Zanzibar. 
De novembre 1883 à mai 1885, Becker participe une deuxième expédition partant de Zanzibar en direction au lac Tanganyka, notamment avec le lieutenant Dhanis. Cette deuxième expédition est un échec en raison de l'opposition du sultan de Zanzibar et au manque de porteurs disponibles. Becker tombe en outre gravement malade. Désormais les expéditions ne partiront plus de Zanzibar mais de la côte occidentale de l'Afrique.
Il consigne ses souvenirs congolais dans deux livres parus respectivement en 1883 et 1887 : La troisième expédition Belge au pays noir et La vie en Afrique ou Trois ans dans l'Afrique centrale.
En octobre 1888, il fait un troisième séjour en Afrique cette fois pour le compte de l'État Indépendant du Congo. Il débarque sur la côte occidentale du Congo avec le grade de capitaine et le titre de commissaire de district. Il est notamment chargé de missions au Congo dans la région des Stanley Falls auprès de Tippo-Tip, de ses adjoints et des chefs arabes avec qui il sympathise. En 1890, Becker, constatant la dégradation des relations entre l'État indépendant du Congo et les esclavagistes arabes, choisit de quitter l'armée et le service de l'État indépendant du Congo. Il rentre en Europe le 27 juin 1890. 
Il s'installe ensuite à Madagascar, puis en 1897 comme contrôleur des douanes à  Saint-Domingue et participe en 1900 à une mission commerciale en Côte d'Ivoire. En janvier 1903, il est nommé en Belgique inspecteur des explosifs au ministère de l'Industrie et du Travail.
Il décède à Anvers le 30 mars 1912 d'une congestion cérébrale.

## Hommages et distinctions
Une rue « lieutenant Jérôme Becker » porte son nom à Etterbeek.
Il a reçu les distinctions suivantes :
- Étoile de Service (État indépendant du Congo) ;
- Ordre du Médjidié (Empire ottoman).